# جودي ريتشاردز
جودي ريتشاردز هي كاتبة أغاني وممثلة كندية، ولدت في 12 أغسطس 1949 في تورونتو في كندا.

## وصلات خارجية
- جودي ريتشاردز على موقع IMDb (الإنجليزية)
- جودي ريتشاردز على موقع ميوزك برينز (الإنجليزية)
- جودي ريتشاردز على موقع ديسكوغز (الإنجليزية)
- جودي ريتشاردز على موقع كينوبويسك (الروسية)